# Bayu Bagasan
Bayu Bagasan is een bestuurslaag in het regentschap Simalungun van de provincie Noord-Sumatra, Indonesië. Bayu Bagasan telt 1385 inwoners (volkstelling 2010).